# Гоа (Тарн и Гарона)
Гоа (фр. Goas) насеље је и општина у јужној Француској у региону Југ—Пиринеји, у департману Тарн и Гарона која припада префектури Кастелсаразен.
По подацима из 2011. године у општини је живело 43 становника, а густина насељености је износила 15,99 становника/km². Општина се простире на површини од 2,69 km². Налази се на средњој надморској висини од 190 метара (максималној 220 m, а минималној 118 m).

## Демографија
| 1962. | 1968. | 1975. | 1982. | 1990. | 1999. | 2011. |
| ----- | ----- | ----- | ----- | ----- | ----- | ----- |
| 52    | 54    | 35    | 32    | 30    | 33    | 43    |

График промене броја становника у току последњих година